# Internationaler Standard für Pflanzenschutzmaßnahmen
Der Internationale Standard für Pflanzenschutzmaßnahmen (ISPM) wird im Internationalen Pflanzenschutzübereinkommen (IPPC) definiert.

## Hintergrund
Die Internationalen Standards für Phytosanitäre Maßnahmen (ISPMs) sind eine Reihe von Richtlinien, die von der Internationalen Pflanzenschutzkonvention (IPPC) entwickelt und veröffentlicht wurden. Die IPPC ist ein internationales Abkommen, das 1951 von der Ernährungs- und Landwirtschaftsorganisation der Vereinten Nationen (FAO) eingerichtet wurde, um die Verbreitung und Einführung von Pflanzenschädlingen und -krankheiten über internationale Grenzen hinweg zu verhindern.
Die ISPMs dienen als globale Standards zur Harmonisierung phytosanitärer Maßnahmen und bieten einen Rahmen für die Durchführung von Pflanzenschutzmaßnahmen, um die Gesundheit und Sicherheit der Pflanzen weltweit zu gewährleisten. Diese Standards sind darauf ausgelegt, die internationale Zusammenarbeit im Bereich des Pflanzenschutzes zu fördern und Handelshemmnisse zu reduzieren, indem sie klare und einheitliche Richtlinien für phytosanitäre Maßnahmen bereitstellen.

## Holzbehandlung
Die ISPM-Vorgaben legen die notwendigen Maßnahmen fest, nach denen dieses Rohholz vor seinem Einsatz als Holzverpackung zu behandeln ist, damit keine unerwünschten Schädlinge als „blinde Passagiere“ mit auf Reisen gehen. Danach ist die Vorgabe, das zu behandelnde Holz einer Hitzebehandlung auszusetzen und für mindestens 30 Minuten eine Kerntemperatur von 56 °C zu halten.
Bis zum 31. August 2006 war auch eine Begasung mit Methylbromid möglich; dieses Schädlingsbekämpfungsmittel ist seitdem in der Europäischen Union nicht mehr zugelassen.
Holzverpackungen aus Pressholz müssen nicht vorbehandelt werden, da sie bei hohen Temperaturen in Form gepresst werden. Sie sind also produktionsbedingt ISPM15-konform.

## Markierung des Holzverpackungsmaterials
Das gemäß den ISPM-Vorgaben behandelte Holz muss dauerhaft markiert werden. Die Markierung beinhaltet eine Länderkennung, eine Regionalkennung sowie eine weitere Registriernummer. Zusätzlich werden Angaben zur durchgeführten Holzbehandlung gemacht.

## Einzelne ISPM
- ISPM 1: Phytosanitäre Prinzipien zum Schutz von Pflanzen und Förderung des internationalen Handels

  - Stellt die Grundprinzipien der phytosanitären Maßnahmen und deren Anwendung im internationalen Handel dar.

- ISPM 2: Richtlinien für die Risikoanalyse von Schadorganismen

  - Bietet eine Übersicht und einen Rahmen für die Entwicklung, Umsetzung und Bewertung phytosanitärer Maßnahmen.

- ISPM 3: Leitlinien für den Export, Versand und Freilassung von biologischen Kontrollmitteln und anderen nützlichen Organismen

  - Behandelt die sichere Verwendung und den internationalen Austausch biologischer Kontrollmittel.

- ISPM 4: Anforderungen für die Errichtung von schadorganismusfreien Gebieten

  - Bietet Anweisungen und Kriterien für die Errichtung und Aufrechterhaltung pestfreier Gebiete, um die Verbreitung von Pflanzenschädlingen zu verhindern.

- ISPM 5: Glossar phytosanitärer Begriffe

  - Enthält Definitionen und Erklärungen von Fachbegriffen, die in den ISPM-Standards verwendet werden, um ein einheitliches Verständnis und die Anwendung der phytosanitären Maßnahmen zu gewährleisten.

- ISPM 6: Richtlinien zur Überwachung
  - Bietet Richtlinien für die Überwachung von Pflanzenschädlingen zur Ermittlung ihres Status in einem bestimmten Gebiet.

- ISPM 7: Exportzertifizierungssystem 
  - Beschreibt die Anforderungen und Verfahren für die Ausstellung von Pflanzengesundheitszeugnissen bei der Ausfuhr von Pflanzen und pflanzlichen Erzeugnissen.

- ISPM 8: Bestimmung des Schadorganismusstatus in einem Gebiet
  - Stellt die Kriterien und Verfahren zur Bestimmung des Status von Pflanzenschädlingen in einem bestimmten Gebiet dar.

- ISPM 9: Leitlinien für Pest-Risikobewertungen für geregelte Nicht-Quarantäne-Schädlinge
  - Bietet eine Anleitung zur Durchführung von Risikobewertungen für Schädlinge, die nicht als Quarantäneschädlinge eingestuft sind, aber dennoch wirtschaftliche Bedeutung haben können.

- ISPM 10: Kräftigung phytosanitärer Bescheinigungen für Import- und Exportmaßnahmen
  - Beschreibt die Anforderungen und Verfahren für die phytosanitäre Bescheinigung bei der Einfuhr und Ausfuhr von Pflanzen und pflanzlichen Erzeugnissen.

- ISPM 11: Pest-Risikobewertung für Quarantäne-Schädlinge
  - Bietet detaillierte Leitlinien zur Durchführung von Risikobewertungen für Schädlinge, die als Quarantäneschädlinge eingestuft werden.

- ISPM 12: Leitlinien für Phytosanitäre Bescheinigungen
  - Beschreibt die Anforderungen und Verfahren für die Ausstellung von Phytosanitätszertifikaten und deren Verwendung im internationalen Handel.

- ISPM 13: Richtlinien für die Benachrichtigung bei Nicht-Konformität und Nothandlung.
  - Bietet Anweisungen für die Planung und Durchführung von Notfallmaßnahmen bei einem Ausbruch von Pflanzenschädlingen.

- ISPM 14: Anwendung von integrierten Maßnahmen bei Systemansatz für das Risikomanagement von Schadorganismen
  - Stellt integrierte Maßnahmen vor, die als Teil eines umfassenden phytosanitärischen Systems angewendet werden können.

- ISPM 15: Richtlinien zur Regelung von Holzverpackungsmaterial im internationalen Handel
  - Bietet Richtlinien zur Behandlung und Kennzeichnung von Holzverpackungsmaterialien, um die Verbreitung von Pflanzenschädlingen zu verhindern.

- ISPM 16: Reglementierte Nicht-Quarantäne-Schädlinge: Konzept und Anwendungsbereich
  - Beschreibt das Konzept und die Anwendung von Regelungen für Nicht-Quarantäne-Schädlinge, die wirtschaftlich signifikant sind.

- ISPM 17: Schadorganismusbericht
  - Stellt die Anforderungen und Verfahren für die Erstellung und Umsetzung von Einfuhrregulierungen für Pflanzen und pflanzliche Erzeugnisse dar.